# Punctoribates ghilarovi
Punctoribates ghilarovi är en kvalsterart som beskrevs av Shaldybina 1969. Punctoribates ghilarovi ingår i släktet Punctoribates och familjen Punctoribatidae. Inga underarter finns listade i Catalogue of Life.